# ولر مونیکیپل کورپوریشن
ولر مونیکیپل کورپوریشن (به انگلیسی: Vellore Municipal Corporation) یک منطقهٔ مسکونی در هند است که در Vellore district واقع شده‌است.

## خصوصیات
ولر مونیکیپل کورپوریشن ۸۷٫۹۱۵ کیلومترمربع مساحت و City۵٬۰۲٬۰۰۰ نفر جمعیت دارد و ۲۱۶ متر بالاتر از سطح دریا واقع شده‌است.